# Giampiero Iatteri
Giampiero Iatteri (* 1941; † 2004) war ein italienischer Amateurastronom und Asteroidenentdecker.
Er entdeckte am 22. Juli 1995 den Asteroiden (13151) Polino.
Der Asteroid (29561) Iatteri ist nach ihm benannt.

## Quelle
- Lutz D. Schmadel: Dictionary of Minor Planet Names. 5th ed. Springer, Berlin 2003, ISBN 3-540-00238-3 (engl.), eingeschränkte Vorschau in der Google-Buchsuche